# Energiewirtschaft der Deutschen Demokratischen Republik
Die Energiewirtschaft der Deutschen Demokratischen Republik (DDR) stützte sich hauptsächlich auf (Braun)-Kohle, Erdgas und Mineralöl, die etwa 90 % der Energie lieferten, sowie geringe Mengen von Kernenergie, Steinkohle und weitere Energieträger wie Wasserkraft. Mit Abstand wichtigster Primärenergieträger war die heimische Braunkohle, die etwa siebzig Prozent des Primärenergieverbrauchs ausmachte.
Zur Wende hatte die ehemalige DDR mit einem jährlichen Pro-Kopf-Verbrauch von 7,8 Tonnen Steinkohleeinheiten einen 20 % höheren Primärenergieverbrauch pro Kopf als die Bundesrepublik bei erheblich geringerem Lebensstandard. Nur in Kanada und den USA lag der Wert noch höher. Eine veraltete und energieaufwendige Produktionstechnologie, ein geringer Wirkungsgrad der Kraftwerke, hohe Netzverluste, mangelnde Sparanreize sowie das Übergewicht der energetisch minderwertigen Braunkohle führten zu einem übermäßig hohem Energieverbrauch bei gleichzeitig geringem Produktionsaufkommen.

## Krise von 1973/74
Während der Ölkrise von 1973/74, als Öl knapp und teuer wurde und die Preise um 70 % stiegen und später sogar noch mehr, wurden in den westlichen Industrieländern Bedenken hinsichtlich zukünftiger Energieversorgung laut. Die DDR hingegen beruhigte ihre Bevölkerung und betonte, dass sie über ausreichende Energiemengen für die kommenden Jahrzehnte verfüge. Propagandaorgane wie das Neue Deutschland unterstrichen die Stabilität des sozialistischen Energiesektors im Vergleich zu den Turbulenzen in kapitalistischen Ländern.
Hohe Öl- und Gaspreise veranlassten jedoch die Sowjetunion im selben Zeitraum, die große Erdgaslagerstätte bei Orenburg zu erschließen und eine Erdgasleitung nach Uschgorod an der sowjetischen Westgrenze zu errichten. Dazu wurden zwischen der Sowjetunion und anderen Staaten des Ostblocks im Juni 1974 in Sofia auf der 28. Tagung des Rates für gegenseitige Wirtschaftshilfe (RGW) die Lieferung von Gas und Erdöl gegen Bauleistung an der Erdgasleitung vereinbart.
Während der Konstruktion von 1974 bis 1978 erhielten die beteiligten RGW-Länder in der Reihenfolge Bulgarien, Tschechoslowakei, Polen, DDR und Ungarn je einen etwa 550 Kilometer langen Bauabschnitt. Der Bauabschnitt der DDR, die Druschba-Trasse, verlief durch die Ukraine von Krementschug am Dnepr bis nach Bar in der Westukraine. Es war die größte Investitionsbeteiligung der DDR. Die Standorte der Baustellen waren Krementschug, Alexandrowka, Talnoje, Gaisin, Bar und Tscherkassy (am Dnepr), wo die Baustellendirektion ihren Sitz hatte. Die Trasse, benannt nach dem russischen Wort Дружба für „Freundschaft“, wurde von der Deutschen Demokratischen Republik (DDR) als Zentrales Jugendobjekt der Freien Deutschen Jugend (FDJ) organisiert. Die Erdgastrasse wurde in mehreren Ausbaustufen über Jahrzehnte weiter ausgebaut.

## Energiequellen und Vergleich
Um ihren Energiebedarf zu decken, nutzte die DDR hauptsächlich Braunkohle, die 70 % ihrer Primärenergie lieferte. Daneben wurden Erdgas, Erdöl sowie kleinere Mengen Steinkohle, Kernenergie und weitere Energiequellen wie Wasserkraft eingesetzt. Der Anteil der Braunkohle war im Vergleich zur Bundesrepublik Deutschland deutlich höher, die vor allem auf Mineralöl (40 % ihres Energiebedarfs) setzte. Während der Braunkohleanteil in der Bundesrepublik stark zurückging (von 70 % in den Jahren 1973/74 auf 8 % im Jahr 1988), blieb er in der DDR bedeutend.

## Umweltauswirkungen des Braunkohleabbaus
Die umfangreiche Braunkohleförderung führte zur Umwandlung von Landschaften in riesige Tagebauflächen, was zu ökologischer Verwüstung und dem Verlust natürlicher Lebensräume, wie beispielsweise in Leipzig, führte. Diese intensive Ausbeutung erschöpfte viele Regionen und veränderte ihre ursprüngliche Form unwiederbringlich.

## Erdwärme und Windenergie
In den 1980er Jahren erforschte die DDR die Erdwärme, hauptsächlich durch Bohrungen nach warmen Wasserquellen, insbesondere in den nördlichen Regionen. Gegen Ende des Bestehens der DDR tauchte die Windenergie auf, wobei bemerkenswerte Anlagen städtische Gebiete mit Energie versorgten.

## Entwicklung der Kernenergie und das Tschernobyl-Unglück
Ursprüngliche Pläne zum Bau von zwanzig Atomkraftwerken in den 1970er Jahren wurden durch verschiedene Faktoren, einschließlich bürokratischer Ineffizienzen, auf nur zwei abgeschlossene Anlagen bis 1990 reduziert: Kernkraftwerk Greifswald und Rheinsberg. Die Katastrophe von Tschernobyl im Jahr 1986 veranlasste vorsichtige Maßnahmen in der DDR, wie etwa den Verzicht auf den Verzehr von Produkten aus betroffenen Regionen.

## Energiepartnerschaften mit der Sowjetunion
Die Sowjetunion spielte eine entscheidende Rolle bei der Bereitstellung wesentlicher Energieressourcen für die DDR, darunter Erdgas, Öl und Mineralöl, im Austausch gegen Braunkohle. Diese Partnerschaft sicherte beiden Seiten während des Bestehens der DDR eine stabile Energieversorgung.